# Larry Hennessy
Larry Hennessy (ur. 20 maja 1929 w New Rochelle, zm. 20 sierpnia 2008 w Williamsburgu) – amerykański koszykarz, występujący na pozycji obrońcy, mistrz NBA z 1956.

## Osiągnięcia
NCAA
- Uczestnik rozgrywek Sweet 16 turnieju NCAA (1951)
- Zaliczony do III składu All-American (1952, 1953 przez Associated Press)
- Zespół Villanova Wildcats zastrzegł należący do niego numer 14

NBA
- Mistrz NBA (1956)[1]

EPBL
- Mistrz EPBL (1958, 1959)
- MVP sezonu regularnego EPBL (1958)
- Zaliczony do składu Villanova's All-Time NBA/ABA roster